# Fondmetal
Fondmetal S.p.A. es una marca italiana de llantas de aleación y anteriormente modificador motores Ford fundada por Gabriele Rumi en 1972. También fue un equipo de Fórmula 1 en 1991 y 1992, y proveedor de motores V10 para el equipo Minardi F1 Team en la temporada 2000.

## Fórmula 1

### Equipo
El equipo ingresó a Fórmula 1 después de comprar el equipo Osella en 1990, mantuvieron a Oliver Grouillard como único piloto. Usaban una versión modificada del último monoplaza de Osella. Para México, el equipo estrena un nuevo monoplaza, denominado F1, desarrollado por la empresa británica Fomet (el cual era una filial de Fondmetal y fundada por el mismo Rumi). El equipo logró clasificar en 6 carreras, terminaron 3 y su mejor resultado fue décimo en el Gran Premio de Bélgica. Antes de España, el piloto francés fue reemplazado por el italiano Gabriele Tarquini para las últimas tres carreras de la temporada.
Antes de 1992, Fondmetal tuvo algunos problemas financieros que causaron la separación de Fomet, y el monoplaza que se desarrollaba para 1992 fue vendido a Venturi. Rumi contrató a Sergio Rinland para que diseñara y construyera el nuevo bólido, pero que fue retrasado y no estuvo listo a comienzos de la temporada, por lo que tuvieron que seguir usando el del año anterior renombrado como Fondmetal GR01 y cambiaron de un motor más potente como el Ford HB usado por Benetton. El equipo se inscribe con dos monoplazas y los pilotos fueron Tarquini y el suizo Andrea Chiesa. Durante la temporada el vehículo no era fiable sobre todo por problemas con el chasis y con el nuevo motor. Para Canadá, el equipo estrena el esperado chasis, el Fondmetal GR02, que originalmente era para Brabham cuando Rinland estaba en ese equipo. Chiesa fue despedido después de clasificar solo a tres carreras en lo que iba de la temporada y fue reemplazado por Eric van de Poele. Tarquini era el único piloto del equipo en clasificar en todas las carreras, terminando solamente en Silverstone y Van de Poele consiguió el mejor resultado de la temporada; un décimo lugar en Bélgica.
Afectados por la crisis financiera, el equipo cerró las puertas en 1992 después de la carrera de Italia y Rinland vendió el diseño del monoplaza para la temporada siguiente a la escudería Forti Corse para su debut en 1995.

### Asociación con Minardi
En 1997, la empresa volvió al campeonato como accionista del equipo italiano Minardi.
Para la temporada 2000 de Fórmula 1, la compañía Ford había ocupado el cupo para la utilización de motores Cosworth, así que Fondmetal puso el nombre a los motores Ford Zetec-R para Minardi, logrando dos octavos puestos con Marc Gené y Gastón Mazzacane como mejores resultados. Gabriele Rumi fue copropietario de Minardi hasta que fue diagnosticado por cáncer, lo cual obligó retirar su respaldo y el equipo fue vendido a Paul Stoddart. Rumi murió en mayo de 2001.

## Resultados

### Fórmula 1
(Clave) (negrita indica pole position) (cursiva indica vuelta rápida)

| Año     | Chasis      | Motor                    | Neu. | Piloto             | 1    | 2    | 3    | 4    | 5    | 6   | 7   | 8    | 9    | 10  | 11  | 12  | 13   | 14  | 15  | 16   | Puntos | Pos. |
| ------- | ----------- | ------------------------ | ---- | ------------------ | ---- | ---- | ---- | ---- | ---- | --- | --- | ---- | ---- | --- | --- | --- | ---- | --- | --- | ---- | ------ | ---- |
| 1991    | FA1M-E90 F1 | Ford Cosworth DFR 3.5 V8 | G    |                    | USA  | BRA  | SMR  | MON  | CAN  | MEX | FRA | GBR  | GER  | HUN | BEL | ITA | POR  | ESP | JPN | AUS  | 0      | NC   |
| 1991    | FA1M-E90 F1 | Ford Cosworth DFR 3.5 V8 | G    | Olivier Grouillard | DNPQ | DNPQ | DNPQ | DNPQ | DNPQ | Ret | Ret | DNPQ | DNPQ | DNQ | 10  | Ret | DNPQ |     |     |      | 0      | NC   |
| 1991    | FA1M-E90 F1 | Ford Cosworth DFR 3.5 V8 | G    | Gabriele Tarquini  |      |      |      |      |      |     |     |      |      |     |     |     |      | 12  | 11  | DNPQ | 0      | NC   |
| 1992    | GR01 GR02   | Ford HBA5 3.5 V8         | G    |                    | RSA  | MEX  | BRA  | ESP  | SMR  | MON | CAN | FRA  | GBR  | GER | HUN | BEL | ITA  | POR | JPN | AUS  | 0      | NC   |
| 1992    | GR01 GR02   | Ford HBA5 3.5 V8         | G    | Gabriele Tarquini  | Ret  | Ret  | Ret  | Ret  | Ret  | Ret | Ret | Ret  | 14   | Ret | Ret | Ret | Ret  |     |     |      | 0      | NC   |
| 1992    | GR01 GR02   | Ford HBA5 3.5 V8         | G    | Andrea Chiesa      | DNQ  | Ret  | DNQ  | Ret  | DNQ  | DNQ | DNQ | Ret  | DNQ  | DNQ |     |     |      |     |     |      | 0      | NC   |
| 1992    | GR01 GR02   | Ford HBA5 3.5 V8         | G    | Eric van de Poele  |      |      |      |      |      |     |     |      |      |     | Ret | 10  | Ret  |     |     |      | 0      | NC   |
| Fuente: |             |                          |      |                    |      |      |      |      |      |     |     |      |      |     |     |     |      |     |     |      |        |      |

#### Proveedor de motores
(Clave) (negrita indica pole position) (cursiva indica vuelta rápida)

| Año     | Equipo                       | Chasis      | Motor                        | Neu. | Piloto           | 1   | 2   | 3   | 4   | 5   | 6   | 7   | 8   | 9   | 10  | 11  | 12  | 13  | 14  | 15  | 16  | 17  | Puntos | Pos. |
| ------- | ---------------------------- | ----------- | ---------------------------- | ---- | ---------------- | --- | --- | --- | --- | --- | --- | --- | --- | --- | --- | --- | --- | --- | --- | --- | --- | --- | ------ | ---- |
| 2000    | Telefónica Minardi Fondmetal | Minardi M02 | (Ford Cosworth) RV10 3.0 V10 | B    |                  | AUS | BRA | SMR | GBR | ESP | EUR | MON | CAN | FRA | AUT | GER | HUN | BEL | ITA | USA | JPN | MYS | 0      | NC   |
| 2000    | Telefónica Minardi Fondmetal | Minardi M02 | (Ford Cosworth) RV10 3.0 V10 | B    | Marc Gené        | 8   | Ret | Ret | 14  | 14  | Ret | Ret | 16  | 15  | 8   | Ret | 15  | 14  | 9   | 12  | Ret | Ret | 0      | NC   |
| 2000    | Telefónica Minardi Fondmetal | Minardi M02 | (Ford Cosworth) RV10 3.0 V10 | B    | Gastón Mazzacane | Ret | 10  | 13  | 15  | 15  | 8   | Ret | 12  | Ret | 12  | 11  | Ret | 17  | 10  | Ret | 15  | 13  | 0      | NC   |
| Fuente: |                              |             |                              |      |                  |     |     |     |     |     |     |     |     |     |     |     |     |     |     |     |     |     |        |      |